# Rhyscotus australis
Rhyscotus australis is een pissebed uit de familie Rhyscotidae. De wetenschappelijke naam van de soort is voor het eerst geldig gepubliceerd in 1998 door Lewis.